# Aïn Zaouia
Ain-Zaouia là một đô thị thuộc tỉnh Tizi Ouzou, Algérie. Dân số thời điểm năm 2002 là 16.764 người.